# Internationales Einheitensystem
Das Internationale Einheitensystem oder SI (französisch Système international d’unités) ist als Einheitensystem für physikalische Größen weltweit verbreitet. Die durch das SI definierten Maßeinheiten nennt man SI-Einheiten. Das SI besteht seit 1960 und basiert auf dem metrischen System, das 1793 in Frankreich eingeführt wurde. Im Laufe der Jahre wurde es kontinuierlich erweitert und perfektioniert.

## SI-Einheiten
Der Begriff „SI-Einheit“ umfasst alle im SI definierten Einheiten: die Basiseinheiten und die abgeleiteten Einheiten, ohne und mit SI-Präfix.

### Grundsätze
- Stabilität: Alle SI-Einheiten sind über sieben physikalische Konstanten definiert.
- Eindeutigkeit: Jeder physikalischen Größe ist eine Einheit zugeordnet, und diese kann nur auf eine Weise von den sieben definierenden Konstanten (bis 2018: von sieben Basiseinheiten) abgeleitet werden.[A 1]
- Dezimale Struktur: Aus jeder Grundeinheit können durch Präfixe (Vorsätze) kleinere und größere Einheiten gebildet werden. Diese Bruchteile und Vielfache sind ganzzahlige Zehnerpotenzen.[A 2]
- Effiziente Nomenklatur: Für jede physikalische Größe gibt es maximal einen speziellen Einheitennamen, darüber hinaus verwendet man nur Präfixe.[A 2][A 3] Die Vergabe weiterer Namen wird sehr restriktiv gehandhabt.[2]
- Kohärenz: Alle SI-Einheiten mit eigenen Namen lassen sich ineinander umrechnen, ohne dass zusätzliche numerische Faktoren auftreten.[A 3] Beispiele:

1 Pa = 1 N/m2
1 J = 1 N·m = 1 C·V = 1 W·s
1 Ω = 1 V/A = 1 S−1

### Basisgrößen und Basiseinheiten
| Basisgröße und Dimensionsname | Größen- symbol | Dimensions- symbol | Einheit   | Einheiten- zeichen |
| ----------------------------- | -------------- | ------------------ | --------- | ------------------ |
| Zeit                          | t              | T                  | Sekunde   | s                  |
| Länge                         | l              | L                  | Meter     | m                  |
| Masse                         | m              | M                  | Kilogramm | kg                 |
| Elektrische Stromstärke       | I              | I                  | Ampere    | A                  |
| Thermodynamische Temperatur   | T              | Θ                  | Kelvin    | K                  |
| Stoffmenge                    | n              | N                  | Mol       | mol                |
| Lichtstärke                   | Iv             | J                  | Candela   | cd                 |

Die sieben Einheiten „Sekunde“ (s), „Meter“ (m), „Kilogramm“ (kg), „Ampere“ (A), „Kelvin“ (K), „Mol“ (mol) und „Candela“ (cd) wurden im SI in dieser Reihenfolge als Basiseinheiten festgelegt, passend zu den entsprechenden Basisgrößen des zu Grunde liegenden Internationalen Größensystems (ISQ). Jede Größe kann eindeutig als Kombination der Basisgrößen ausgedrückt werden, aber definitionsgemäß kann keine Basisgröße von den anderen abgeleitet werden. Analog dazu können alle SI-Einheiten auf genau eine Weise  durch die Basiseinheiten ausgedrückt werden. Die Basisgrößen und ‑einheiten wurden nach praktischen Gesichtspunkten ausgewählt. Bis zur Reform von 2019 basierte das SI auf den Definitionen dieser sieben Basiseinheiten.
Jeder Basisgröße wird eine Dimension mit demselben Namen zugeordnet. Beispielsweise heißt die Dimension der Basisgröße Länge ebenfalls Länge. Das Symbol der Größe wird mit einem kursiv geschriebenen Buchstaben „l“ bezeichnet; jenes der Dimension mit einem aufrecht stehenden, großgeschriebenen Buchstaben „L“.

### Abgeleitete Größen und Einheiten
Alle physikalischen Größen außer den oben genannten sieben Basisgrößen des ISQ sind abgeleitete Größen. Jede physikalische Größe Q (für engl. quantity) hat eine Dimension, die eindeutig als Potenzprodukt der Dimensionen der sieben Basisgrößen dargestellt werden kann:
dim Q = Tα · Lβ · Mγ · Iδ · Θε · Nζ · Jη
Jeder der Dimensionsexponenten α, β, γ, δ, ε, ζ und η ist entweder Null oder eine positive oder negative, im Allgemeinen ganze Zahl. Der Betrag des Exponenten liegt in der Regel zwischen 0 und 4.
Entsprechend können die zugehörigen abgeleiteten SI-Einheiten als Produkt aus einem numerischen Faktor k und dem Potenzprodukt der Basiseinheiten ausgedrückt werden:
[Q] = k · sα · mβ · kgγ · Aδ · Kε · molζ · cdη
„[Q]“ stellt dabei symbolisch den Ausdruck „die Einheit der Größe Q“ dar. Wie im Folgenden erklärt, ist das SI so konstruiert, dass k immer eine ganzzahlige Zehnerpotenz ist.
Ist der numerische Faktor k gleich eins, so liegt eine kohärente SI-Einheit vor. Da jede physikalische Größe im SI eine eindeutig definierte Dimension hat, hat sie genau eine kohärente SI-Einheit. Beispiele:
- Meter pro[A 6] Sekunde (m/s) ist die kohärente SI-Einheit der abgeleiteten Größe „Geschwindigkeit“.
- Kilogramm (mal) Meterquadrat durch Sekunde (kg·m2/s) ist die kohärente SI-Einheit der abgeleiteten Größe „Drehimpuls“.

Unterschiedliche physikalische Größen mit derselben Dimension haben auch dieselbe kohärente Einheit. Beispiel:
- Ampere (A) ist die kohärente SI-Einheit der Basisgröße „elektrische Stromstärke“ und der abgeleiteten Größe „magnetische Spannung“.

Siehe auch: Liste physikalischer Größen (mit zugehörigen SI-Einheiten)

### Abgeleitete Einheiten mit besonderem Namen
Für 22 abgeleitete SI-Einheiten wurden eigene Namen und Einheitenzeichen (Symbole) definiert. Diese können selbst wieder mit allen Basis- und abgeleiteten Einheiten kombiniert werden. So eignet sich zum Beispiel die SI-Einheit der Kraft, das Newton, um das Joule, die Einheit der Energie, als Newton mal Meter (N·m) auszudrücken. Diese Namen dürfen aber nur für jeweils die zugeordneten Größen verwendet werden, nicht für andere Größen derselben Dimension. Zum Beispiel wird das Drehmoment in Newton mal Meter (Newtonmeter) angegeben, nicht aber in Joule.
Alle diese Einheiten, mit Ausnahme des Grad Celsius, sind kohärent, es werden also keine Umrechnungsfaktoren benötigt.
| Größe a)                | Einheit       | Einheiten- zeichen | in anderen SI-Einheiten ausgedrückt | in SI-Basis- Einheiten ausgedrückt a) |
| ----------------------- | ------------- | ------------------ | ----------------------------------- | ------------------------------------- |
| ebener Winkel           | Radiant b)    | rad                | m/m                                 | 1                                     |
| Raumwinkel              | Steradiant b) | sr                 | m2/m2                               | 1                                     |
| Frequenz                | Hertz         | Hz                 |                                     | s−1                                   |
| Kraft                   | Newton        | N                  | J/m                                 | kg · m · s−2                          |
| Druck                   | Pascal        | Pa                 | N/m2                                | kg · m−1 · s−2                        |
| Energie, Arbeit, Wärme  | Joule         | J                  | N · m; W · s                        | kg · m2 · s−2                         |
| Leistung                | Watt          | W                  | J/s; V · A                          | kg · m2 · s−3                         |
| elektrische Ladung      | Coulomb       | C                  |                                     | A · s                                 |
| elektrische Spannung    | Volt          | V                  | W/A; J/C                            | kg · m2 · s−3 · A−1                   |
| elektrische Kapazität   | Farad         | F                  | C/V                                 | kg−1 · m−2 · s4 · A2                  |
| elektrischer Widerstand | Ohm           | Ω                  | V/A                                 | kg · m2 · s−3 · A−2                   |
| elektrischer Leitwert   | Siemens       | S                  | A/V                                 | kg−1 · m−2 · s3 · A2                  |
| magnetischer Fluss      | Weber         | Wb                 | V · s                               | kg · m2 · s−2 · A−1                   |
| magnetische Flussdichte | Tesla         | T                  | Wb/m2                               | kg · s−2 · A−1                        |
| Induktivität            | Henry         | H                  | Wb/A                                | kg · m2 · s−2 · A−2                   |
| Celsius-Temperatur c)   | Grad Celsius  | °C                 |                                     | K                                     |
| Lichtstrom              | Lumen         | lm                 | cd · sr b)                          | cd                                    |
| Beleuchtungsstärke      | Lux           | lx                 | lm/m2                               | cd · m−2                              |
| Radioaktivität          | Becquerel     | Bq                 |                                     | s−1                                   |
| Energiedosis            | Gray          | Gy                 | J/kg                                | m2 · s−2                              |
| Äquivalentdosis         | Sievert       | Sv                 | J/kg                                | m2 · s−2                              |
| katalytische Aktivität  | Katal         | kat                |                                     | mol · s−1                             |

### Präfixe
Aus praktischen Gründen bietet das SI zu allen Größen weitere Einheiten an, die sich von den kohärenten Einheiten um Zehnerpotenzen mit ganzzahligem Exponenten unterscheiden. Sie werden durch Präfixe wie Kilo- oder Zenti- bezeichnet. Beispiele:
| 1 Megawatt (MW)    | = | 1 000 000 W     |
| 1 Kilojoule (kJ)   | = | 1 000 J         |
| 1 Zentimeter (cm)  | = | 0,01 m          |
| 1 Nanosekunde (ns) | = | 0,000 000 001 s |
Die Masse ist ein Sonderfall: Die Präfixe werden vor das Gramm gesetzt, aber die kohärente Einheit ist das Kilogramm.

## Definition der Einheiten

### Bis 2018: Separat definierte Basiseinheiten
Bis 2018 hatte jede der sieben Basiseinheiten ihre eigene Definition: „Die Basiseinheit X ist …“ Davon wurden alle anderen Einheiten abgeleitet. Diese Definitionen wurden mit dem fortschreitenden Stand der Messtechnik sowie nach revidierten prinzipiellen Überlegungen mehrfach geändert. So wurde zum Beispiel der Meter ab 1889 anhand eines Prototyps („Urmeter“) und ab 1960 anhand einer speziellen Lichtwellenlänge definiert. Mit der Definition war dadurch zugleich die Realisierung vorgegeben, wobei einige Realisierungen von anderen Basiseinheiten abhingen (z. B. war die Temperatur vorgegeben, bei der die Länge des Meterprototypen gemessen werden sollte). Wenn besser geeignete Verfahren zur Realisierung entwickelt wurden, musste für deren Verwendung die Definition der entsprechenden Basiseinheit geändert werden.

### Seit 2019: Definition über physikalische Konstanten
| Konstante                                                            | Konstante                             | exakter Wert    | exakter Wert | seit |
| -------------------------------------------------------------------- | ------------------------------------- | --------------- | ------------ | ---- |
| ΔνCs                                                                 | Strahlung des Caesium-Atoms           | 9 192 631 770   | Hz           | 1967 |
| c                                                                    | Lichtgeschwindigkeit                  | 299 792 458     | m/s          | 1983 |
| h                                                                    | Planck-Konstante                      | 6.62607015e-34  | J·s          | 2019 |
| e                                                                    | Elementarladung                       | 1.602176634e-19 | C            | 2019 |
| kB                                                                   | Boltzmann-Konstante                   | 1.380649e-23    | J/K          | 2019 |
| NA                                                                   | Avogadro-Konstante                    | 6.02214076e23   | mol−1        | 2019 |
| Kcd                                                                  | Photometrisches Strahlungsäquivalent* | 683             | lm/W         | 1979 |
| * für monochromatische Strahlung der Frequenz 540 THz (grünes Licht) |                                       |                 |              |      |

Im November 2018 beschloss die 26. Generalkonferenz für Maß und Gewicht eine grundlegende Revision, die am 20. Mai 2019, dem Weltmetrologietag, in Kraft trat: Nachdem zuvor schon zwei Basiseinheiten (s, m) vollständig dadurch definiert gewesen waren, dass man physikalischen Konstanten einen festen Wert zugewiesen hatte, bekamen nun weitere vier Konstanten feste Werte. Seitdem ist keine SI-Einheit mehr von Artefakten oder Werkstoffeigenschaften abhängig, und für alle Basiseinheiten, mit Ausnahme der Sekunde, ist die Definition unabhängig von der Realisierung.
|           | |                   |                   |
| Einheit   | Definierende Gleichung                                                                                            | in Verbindung mit | in Verbindung mit |
| Einheit   | Definierende Gleichung                                                                                            | explizit          | implizit          |
| Sekunde   | ΔνCs = 9 192 631 770{\textstyle \;{\frac {1}{\mathrm {s} }}}                                                      |                   |                   |
| Meter     | c = 299 792 458{\textstyle \,{\frac {\mathrm {m} }{\mathrm {s} }}}                                                | s                 | ΔνCs              |
| Kilogramm | h = 6.62607015e-34{\textstyle \,{\frac {\mathrm {kg} \,\mathrm {m} ^{2}}{\mathrm {s} }}}                          | s, m              | ΔνCs, c           |
| Ampere    | e = 1.602176634e-19 A s                                                                                           | s                 | ΔνCs              |
| Kelvin    | kB = 1.380649e-23{\textstyle \,{\frac {\mathrm {kg} \,\mathrm {m} ^{2}}{\mathrm {s} ^{2}\,\mathrm {K} }}}         | s, m, kg          | ΔνCs, h           |
| Mol       | NA = 6.02214076e23{\textstyle \,{\frac {1}{\mathrm {mol} }}}                                                      |                   |                   |
| Candela   | Kcd = 683{\textstyle \,{\frac {\mathrm {cd} \,\mathrm {sr} \,\mathrm {s} ^{3}}{\mathrm {kg} \,\mathrm {m} ^{2}}}} | s, m, kg          | ΔνCs, h           |

Zugleich wurde das Grundprinzip geändert (Paradigmenwechsel): Seit der Reform lauten die sieben grundlegenden Definitionen jeweils sinngemäß: „Die Konstante X hat den Zahlenwert Y, wenn man sie in kohärenten SI-Einheiten ausdrückt.“ Hieraus können alle SI-Einheiten gleichermaßen abgeleitet werden; es gibt keinen prinzipiellen Unterschied mehr zwischen Basiseinheiten und abgeleiteten Einheiten. Der Begriff „Basiseinheit“ wird jedoch weiterhin verwendet, da es sich als nützlich erwiesen hat, einheitlich dieselben Dimensionen und deren kohärente Einheiten zu verwenden. Die nebenstehende Graphik mit Tabelle gibt an, wie sich diese sieben Einheiten von den sieben definierenden Konstanten ableiten lassen.

## Schreibweisen
Die SI-Broschüre nennt auch Regeln zur Formatierung und Schreibweise von Zahlen, Einheiten und Größen. Einige dieser Regeln wurden von der CGPM beschlossen, andere wurden von der ISO und anderen Organisationen erarbeitet und haben sich als Standard etabliert.

### Schreibweise von Zahlen
Das SI lässt zu, dass Zahlen in Gruppen von je drei Ziffern aufgeteilt werden, wobei die Gruppen nicht durch Punkte oder durch Kommata getrennt werden. Als Dezimaltrennzeichen sind sowohl das Komma als auch der Punkt zugelassen; genormt ist im deutschsprachigen Raum allein das Komma.

### Schreibweise von Einheiten
Für die Namen der Einheiten sind je nach Sprache unterschiedliche Schreibweisen möglich (Beispiel: dt. Sekunde, engl. second, frz. seconde). Die Einheitennamen unterliegen außerdem der normalen Flexion der jeweiligen Sprache.
Die Zeichen der Einheiten sind international einheitlich. Unabhängig vom Format des umgebenden Textes sind sie in aufrechter Schrift zu schreiben. Groß- und Kleinschreibung sind vorgegeben und können bedeutungsunterscheidend sein (Beispiel: „s“ = Sekunde, „S“ = Siemens). Symbole von Einheiten, die nach einer Person benannt sind, und nur diese, beginnen mit einem Großbuchstaben. Eine Ausnahme ist die Nicht-SI-Einheit Liter: Neben dem klein geschriebenen „l“ darf auch das groß geschriebene „L“ verwendet werden, um Verwechslungen mit der Ziffer „Eins“ zu vermeiden.
Die SI-Präfixe werden unmittelbar vor das Einheitenzeichen der kohärenten Einheit gestellt. Eine Ausnahme bildet das Kilogramm (kg), das nur vom Gramm (g) ausgehend mit SI-Präfixen verwendet werden darf. Beispielsweise muss es für 10−6 kg „mg“ und nicht „μkg“ heißen.
Bei Einheiten, die sich durch Multiplikation aus anderen Einheiten ergeben, steht zwischen den Faktoren ein Leerzeichen oder ein Multiplikationspunkt (Beispiel Newtonmeter: „N m“ oder „N·m“). Diese Regel wird aber nicht immer eingehalten; wo keine Verwechselung zu befürchten ist, findet man auch einfache Zusammenschreibung („Nm“).
Hinweise auf bestimmte Sachverhalte sollen nicht an Einheitenzeichen angebracht werden; sie gehören zum Formelzeichen der verwendeten physikalischen Größe oder in erläuternden Text. Falsch wäre demnach Veff als „Einheit“ von Effektivwerten der elektrischen Spannung; korrekt ist die Angabe einer „Effektivspannung“ Ueff in V.

### Schreibweise von Größen
Größensymbole (Formelzeichen) können frei gewählt werden – allgemein übliche Formelzeichen wie l, m oder t stellen lediglich Empfehlungen dar. Sie sind in kursiver Schrift zu schreiben. Die Dimensionssymbole der Basisgrößen werden hingegen als aufrecht stehender Großbuchstabe in serifenloser Schrift geschrieben.
Zwischen Zahlenwert und Einheitenzeichen steht kein Multiplikationszeichen, aber ein Leerzeichen – das gilt auch bei Prozent und  Grad Celsius. Einzig die Einheitenzeichen °, ′ und ″ für die Nicht-SI-Winkeleinheiten Grad, Minute und Sekunde werden direkt nach dem Zahlenwert ohne Zwischenraum gesetzt. Größenangaben werden wie mathematische Produkte behandelt und unterliegen den Regeln der Multiplikation. Daher kann man z. B. statt „p = 48 kPa“ auch „p/kPa = 48“ schreiben.
Name und Symbol einer physikalischen Größe sollen keinen Bezug zu einer bestimmten Einheit herstellen. Bezeichnungen wie „Literleistung“ sind zu vermeiden.

## Verbreitung und Verwendung
Das SI ist in der ganzen Welt verbreitet. In den meisten Ländern ist sein Gebrauch für den amtlichen und geschäftlichen Verkehr gesetzlich vorgeschrieben. Ausnahme sind insbesondere die USA, wo das SI zwar gilt, im amtlichen und geschäftlichen Verkehr aber auch das angloamerikanische Maßsystem (customary units) zugelassen ist.
Neben den SI-Einheiten werden oft weitere Einheiten verwendet, die keine SI-Einheiten sind. Das Internationale Büro für Maß und Gewicht (BIPM) definiert selbst eine Reihe von Einheiten, die „zur Verwendung mit dem SI zugelassen“ sind, z. B. Hektar, Liter, Minute, Stunde und Winkelgrad. Darüber hinaus gibt es landesspezifisch weitere gesetzlich zugelassene Einheiten, meist für spezielle Zwecke. In der Europäischen Union und der Schweiz sind dies z. B. Tex und Dioptrie.
In einigen Bereichen sind vom SI abweichende Einheiten gebräuchlich und meist auch amtlich zugelassen: In der Schiff- und Luftfahrt werden nicht-SI-konforme Einheiten für Flughöhe (Fuß), Entfernungen (Seemeile) und Geschwindigkeiten (Knoten) verwendet. In Teilgebieten der Physik sind unterschiedliche natürliche Einheiten gebräuchlich, in der Elektrodynamik teilweise noch das Gauß’sche CGS-System.

## Zuständigkeiten und Normen

### Internationale Regelungen
Für internationale Regelungen zum SI sind das Internationale Büro für Maß und Gewicht (Bureau International des Poids et Mesures, BIPM) und dessen Generalkonferenz für Maß und Gewicht (Conférence Générale des Poids et Mesures, CGPM) zuständig. Als Referenz-Regelwerk gilt die vom BIPM auf Französisch und Englisch publizierte Broschüre Le Système international d’unités – deutsch kurz als „die SI-Broschüre“ bezeichnet. Die 9. Auflage der SI-Broschüre erschien 2019.

### Nationale Umsetzung
Für die nationale Umsetzung des SI sind meist die metrologischen Staatsinstitute zuständig. Dies sind zum Beispiel
- in Deutschland die Physikalisch-Technische Bundesanstalt (PTB) (in der DDR war es das Amt für Standardisierung, Meßwesen und Warenprüfung (ASMW)),
- in der Schweiz das Eidgenössische Institut für Metrologie (METAS),
- in Österreich das Bundesamt für Eich- und Vermessungswesen (BEV),
- in Großbritannien das National Physical Laboratory (NPL) und
- in den USA das National Institute of Standards and Technology (NIST).

### Normen
Die Inhalte des SI sind in internationalen und nationalen Normen enthalten:
- ISO/IEC 80000, gemeinsame Norm von ISO und IEC, national übernommen als
  - DIN EN ISO 80000-X (Deutschland) (X = 1…13)
  - ÖNORM EN ISO 80000-X (Österreich)
  - SN EN ISO 80000-X (Schweiz)
- DIN 1301

### Gesetzliche Regelungen
Eine Anwendungspflicht des SI entsteht erst durch Gesetze oder Rechtsprechung einzelner Staaten.
Gesetze, die die Einführung des SI regelten, traten 1970 in der Bundesrepublik Deutschland (Einheiten- und Zeitgesetz), 1973 in Österreich (Maß- und Eichgesetz), 1974 in der DDR (Verordnung über die physikalisch-technischen Einheiten bereits 1967) und 1978 in der Schweiz in Kraft; 1978 waren alle Übergangsregelungen betreffend Nicht-SI-Einheiten abgeschlossen.
In der EU ist die Verwendung von Einheiten im Bereich des gesetzlichen Messwesens unter anderem durch die Richtlinie 80/181/EWG weitgehend vereinheitlicht worden. In der Europäischen Union, der Schweiz und den meisten anderen Staaten ist die Benutzung des SI im amtlichen oder geschäftlichen Verkehr gesetzlich vorgeschrieben. Mit der Richtlinie 2009/3/EG wurde die Verwendung von zusätzlichen Einheiten in der EU unbefristet erlaubt (durch vorhergehende Richtlinien war dies ursprünglich nur bis zum 31. Dezember 2009 möglich). Dies wird hauptsächlich damit begründet, Exporte von Waren in Drittländer nicht zu behindern.

## Geschichte
1790: Die französische Akademie der Wissenschaften erhält von der französischen Nationalversammlung den Auftrag, ein einheitliches System von Maßen und Gewichten zu entwerfen „à tous les temps, à tous les peuples“ („für alle Zeiten, für alle Völker“). Sie folgt dabei den Prinzipien, die Grundeinheiten aus naturgegebenen Größen abzuleiten, alle anderen Einheiten darauf zurückzuführen und dezimal zu vervielfachen und zu unterteilen. Am 1. August 1793 wird das System offiziell eingeführt. Die Grundeinheiten sind:
- der Meter als zehnmillionster Teil des Erdmeridianquadranten,
- das grave (später: „Kilogramm“) als Gewicht (später als Masse) von 1 dm3 reinem Wasser bei maximaler Dichte (ca. 4 °C).

1832: Carl Friedrich Gauß entwickelt, in der Folge gemeinsam mit Wilhelm Weber, ein System „absoluter“ elektromagnetischer Einheiten basierend auf Länge (mm), Masse (mg) und Zeit (s) mit gebrochenen Exponenten.
1861: Ausgehend von den Arbeiten von Gauß und Weber definiert die British Association for the Advancement of Science (BAAS) elektromagnetische Einheiten mit den Basiseinheiten cm, g, s. Wegen der Unhandlichkeit dabei erhaltener Einheiten werden zusätzlich Einheiten eingeführt, die dezimale Vielfache der Grundeinheiten sind, insbesondere das Volt als 108 und das Ohm als 109 elektromagnetische cgs-Einheiten. Auf dem Ersten Internationalen Elektrizitätskongress 1881 werden diese und weitere Definitionen international übernommen. 1894 werden die Realisierungen dieser Einheiten über Normale international vereinheitlicht und zu deren Definition verwendet.
1873: James Clerk Maxwell schlägt vor, die Einheiten von Länge, Zeit und Masse über die Wellenlänge und Periodendauer von Licht sowie die Masse von Molekülen zu definieren.
1875: Die Meterkonvention wird von 17 Staaten unterzeichnet. Das Internationale Büro für Maß und Gewicht (BIPM) wird gegründet, die erste internationale wissenschaftliche Einrichtung.
1889: Auf der ersten Generalkonferenz für Maß und Gewicht (CGPM) werden die angefertigten Urmaße für den Meter und das Kilogramm anerkannt. Zusammen mit der Sekunde werden diese in den folgenden Jahren die Basis mehrerer Einheitensysteme, insbesondere MKS und CGS.
1900: Max Planck schlägt vor, Basiseinheiten durch physikalische „Constanten“ zu definieren (Planck-Einheiten).
1901: Giovanni Giorgi zeigt, dass man die mechanischen und elektrischen Einheiten zu einem kohärenten System mit ganzzahligen Exponenten zusammenführen kann, indem man das MKS-System um eine vierte Basisgröße erweitert und die Gleichungen der Elektrodynamik umformuliert. Dieser Vorschlag wird 1913 auf der 5. CGPM diskutiert und erhält in den 1930er Jahren Unterstützung durch die Internationale elektrotechnische Kommission (IEC) und die Internationale Union für Reine und Angewandte Physik (IUPAP). Das zuständige Komitee des BIPM empfiehlt das Ampere als vierte Basiseinheit.
1946: Das Internationale Komitee (CIPM) beschließt, dass die elektrischen Einheiten nicht mehr über Normale definiert werden („internationale Einheiten“), sondern über das ampèresche Gesetz („absolute Einheiten“). Das Ampere wird im bis 2019 gültigen Wortlaut definiert, die anderen Einheiten mit Bezug auf das Ampere.
1948:  Die 9. CGPM beauftragt das CIPM, die Grundlagen für ein einheitliches, „praktisches“ Einheitensystem zu erarbeiten. Der Beschluss des CIPM von 1946 wird ratifiziert. Regeln zur Schreibweise von Zahlen und Einheiten werden festgelegt.
1954: Basierend auf der Arbeit des CIPM beschließt die 10. CGPM ein System mit sechs Basiseinheiten. Neben Meter, Kilogramm und Sekunde (MKS) sind dies das Ampere, das Kelvin – bis 1967 noch als „Grad Kelvin“ bezeichnet – sowie die Candela.
1960: Auf der 11. CGPM erhält dieses erweiterte MKS-System die französische Bezeichnung Système International d’Unités (SI) („Internationales Einheitensystem“). Der Meter wird über die Wellenlänge von Licht neu definiert.
1967: Auf der 13. CGPM erhält die Sekunde ihre heute gültige, atomphysikalische Definition.
1971: Auf der 14. CGPM kommt als siebte und letzte Basiseinheit das Mol hinzu und wird an die 6. Stelle zwischen Kelvin und Candela eingeordnet.
1979: Auf der 16. CGPM erhält die Candela ihre heute gültige Definition und wird dabei mit dem Watt verknüpft. Dadurch werden die photometrischen Einheiten an das MKS-System angebunden.
1983: Die 17. CGPM definiert den Meter neu, indem der Lichtgeschwindigkeit ein fester Wert zugewiesen wird.
2018: Die 26. CGPM beschließt mit Wirkung zum 20. Mai 2019 eine grundlegende Reform: Alle Basiseinheiten und damit alle Einheiten überhaupt werden nun auf sieben physikalische Konstanten zurückgeführt, denen feste Werte zugewiesen werden. Mit Ausnahme der Sekunde wird die Definition der Einheiten damit von deren Realisierung mit ihrer begrenzten Genauigkeit unabhängig („Definitionen für die Ewigkeit“).